# Izvir (Ingres)
Izvir (francosko: La Source, v prevodu 'izvir') je oljna slika na platnu francoskega neoklasicističnega slikarja Ingresa. Delo je začel v Firencah okoli leta 1820 in končal do leta 1856 v Parizu. Ko je Ingres dokončal Izvir, je imel sedeminšestdeset let, bil je znan in predsednik École des Beaux-Arts. Pozo akta lahko primerjamo z Ingresovo sliko Venera Anadiomena (1848) in je reimaginacija Afrodite iz Knida ali Venere Pudice. Dva Ingresova študenta, slikarja Paul Balze in Alexandre Desgoffe, sta pomagala ustvariti ozadje in vrč z vodo.

## Opis
Slika prikazuje golo žensko, ki stoji pokonci pred odprtino v skalah in v rokah drži vrč, iz katerega teče voda. Tako predstavlja vodni vir ali izvir, za katerega je source običajna francoska beseda in ki je, v klasični literaturi, sveta za muze in vir pesniškega navdiha. Stoji med dvema cvetoma z njihovo »ranljivostjo za moške, ki jih želijo utrgati« in jo uokvirja bršljan, rastlina Dioniza, boga nereda, regeneracije in ekstaze. Voda, ki jo zliva, jo ločuje od gledalca, saj reke označujejo meje, katerih prehod je simbolično pomemben.

## Tema
Umetnostna zgodovinarja Frances Fowle in Richard Thomson navajata, da je v Izviru »simbolična enotnost ženske in narave«, kjer cvetoče rastline in voda služijo kot ozadje, ki ga Ingres polni z ženskimi »sekundarnimi lastnostmi«.

## Sprejem
Prva razstava Izvira je bila leta 1856, ko je bila končana. Slika je bila sprejeta z navdušenjem. Duchâtel je sliko pridobil leta 1857 za 25.000 frankov. Država jo je leta 1878 prevzela in dala v Musée du Louvre. Leta 1986 so jo premestili v Musée d'Orsay. Slika je bila pogosto razstavljena in široko objavljana.
Haldane Macfall v Zgodovini slikarstva: Francoski geniji Izvir opisuje kot Ingresov »vrhunski akt, po katerem je v glavnem znan« . Kenneth Clark je v svoji knjigi Feminine Beauty opazil, kako je bil Izvir označen kot »najlepša figura v francoskem slikarstvu« . Walter Friedländer se v David to Delacroix sklicuje na Izvir kot na najbolj znano Ingresovo sliko .
Model je bila mlada hči Ingresovega vratarja. Irski romanopisec George Moore je v svojih Izpovedih mladega človeka v zvezi z moralo umetniške produkcije napisal: »Kaj me briga, če je bila vrlina neke šestnajstletne služkinje cena za Ingresov Izvir? Da je model umrl zaradi pijače in bolezni v bolnišnici, je nič v primerjavi z bistvenim, da bi moral imeti La Source izvrstne sanje o nedolžnosti« .